# Forza di proiezione
Il termine forza di proiezione usato nella dottrina militare e politica si riferisce alla capacità di uno stato di condurre un'azione di spedizione in una zona lontana del proprio territorio.

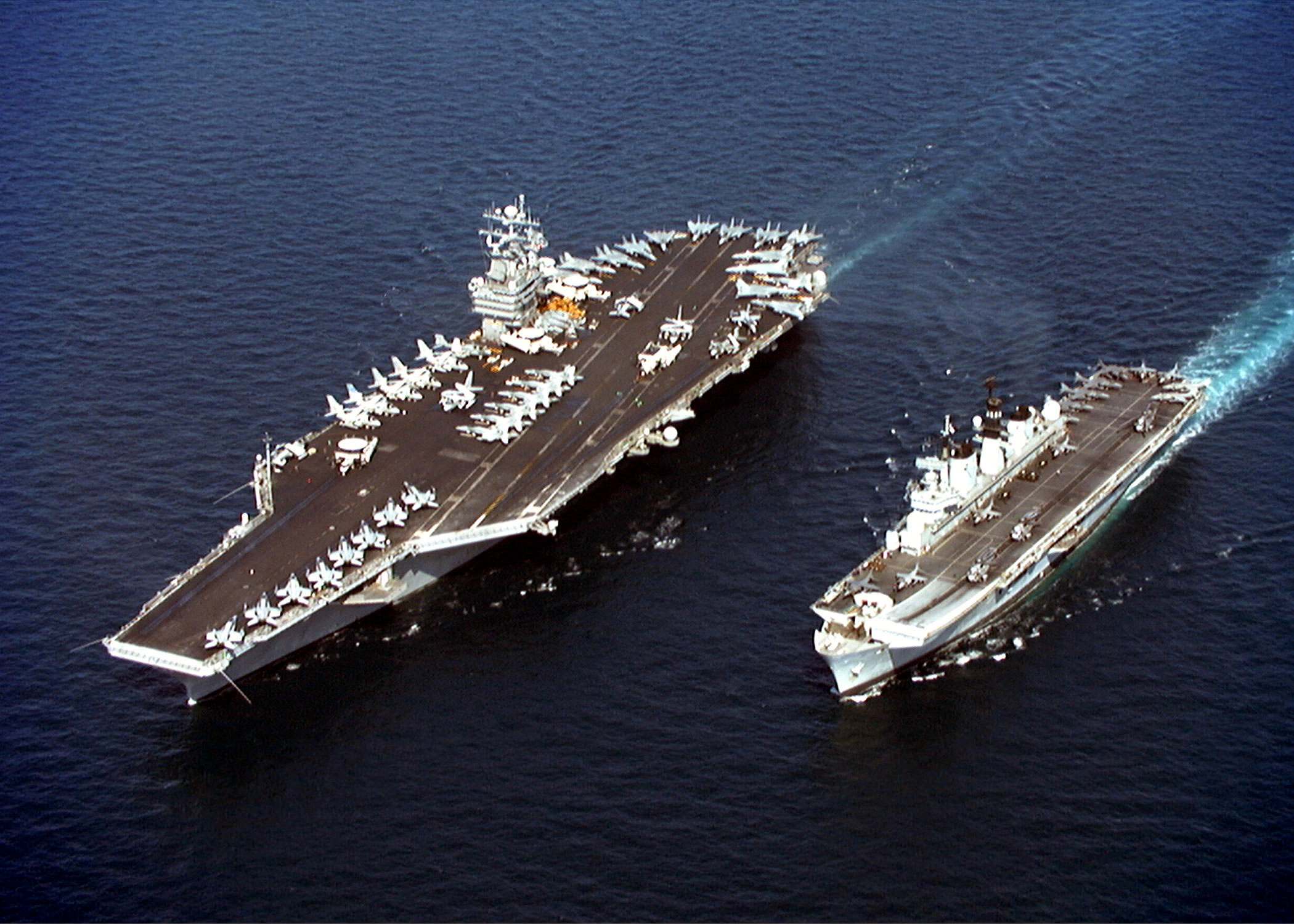
Le portaerei USS John C. Stennis e HMS Illustrious in un pattugliamento congiunto

La capacità di approntamento di una forza di proiezione è un elemento cruciale del potere di uno stato nelle relazioni internazionali. Si potrebbe dire che qualsiasi stato in grado di dirigere le sue forze militari al di fuori del suo territorio abbia un certo livello di capacità di proiezione, ma il termine stesso è usato più frequentemente in riferimento alle forze armate con una portata mondiale o almeno significativamente più ampia dell'area immediata di uno stato. Anche stati con considerevoli forze militari possono essere in grado di esercitare un'influenza regionale limitata finché non hanno i mezzi per proiettare efficacemente la loro forza su scala globale. In generale, solo pochi stati selezionati sono in grado di superare le difficoltà logistiche inerenti al dispiegamento e alla direzione di una forza militare moderna e meccanizzata.
Mentre tradizionalmente il concetto di capacità di proiezione si concentrava essenzialmente su asset di forza ("Hard Power") quali carri armati, soldati, aerei, navi militari, la teoria in via di sviluppo rileva che la capacità di proiezione di uno stato non deve necessariamente coinvolgere l'uso attivo di forze militari in combattimento. Le capacità di proiezione possono spesso avere un duplice uso ("Soft Power"), come dimostrato nel dispiegamento delle forze armate di vari paesi durante la crisi umanitaria seguita al terremoto dell'Oceano Indiano del 2004 o al terremoto di Haiti del 2010, che ha visto l'invio nelle acque di Haiti anche della portaerei italiana Cavour. La capacità di uno stato di proiettare le proprie forze in un'area può servire da leva diplomatica efficace, influenzando il processo decisionale e agendo come potenziale deterrente sul comportamento di altri stati.

## Storia
La moderna capacità di esercitare un'influenza su scala globale può essere legata alle innovazioni derivanti dalla rivoluzione industriale e dalle relative modernizzazioni nella tecnologia, nelle comunicazioni, nella finanza e nella burocrazia; questo ha permesso agli stati di creare quantità di ricchezza senza precedenti e di organizzare efficacemente queste risorse per esercitare il proprio potere su lunghe distanze.
La prima potenza tecnologica industriale di questo tipo fu l'Impero britannico nel XIX secolo. Come potenza marittima, la sua forza e capacità di promuovere i suoi interessi risiedeva nella Royal Navy, attraverso un sistema mondiale di basi navali e stazioni di rifornimento, una grande burocrazia logistica per supervisionare la costruzione navale, l'approvvigionamento di carbone, cibo, acqua e marinai e una base industriale per la fabbricazione e il miglioramento tecnologico della flotta erano tra gli ingredienti essenziali per questa capacità. Durante la prima guerra dell'oppio (1839-1842), fu questa capacità che permise a un corpo di spedizione britannico di quindici navi caserma, quattro cannoniere a vapore e venticinque imbarcazioni più piccole con 4 000 fanti di marina di difendere con successo gli interessi dell'Impero britannico a 6 000 miglia dai porti della flotta. L'era della diplomazia delle cannoniere che l'Impero britannico inaugurò era normalmente utilizzata nella difesa di interessi commerciali e politici.
Il corpo di spedizione anglo-francese inviato per sostenere l'Impero ottomano contro l'aggressione russa durante la guerra di Crimea (1853-56) fu uno dei primi esempi di pianificazione di una forza di proiezione, ed è stata la prima campagna a utilizzare la tecnologia moderna, comprese le navi da guerra a vapore e le comunicazioni telegrafiche.
Un altro esempio di impiego di una forza di proiezione fu la spedizione britannica in Abissinia nel 1868, come rappresaglia contro l'imprigionamento di diversi missionari e rappresentanti del governo britannico da parte dell'imperatore Teodoro II d'Etiopia. La forza di spedizione inviata era all'epoca una tremenda sfida logistica e tecnologica, con l'intelligence militare utilizzata per stimare la dimensione richiesta dell'esercito e le difficoltà di attraversare il terreno inospitale. Una forza di oltre 30 000 uomini al comando del tenente generale Robert Napier fu spedita dall'India britannica a Zula sul Mar Rosso a bordo di una flotta di oltre 280 navi a vapore, mentre un distaccamento avanzato di ingegneri costruì un grande porto con due moli, magazzini e un faro e costruì una ferrovia che si allungava circa 20 miglia verso l'interno e una strada per lo spostamento dell'artiglieria con l'aiuto degli elefanti. Dopo tre mesi di marcia, le forze britanniche respinsero un attacco etiope e bombardarono la fortezza di Magdala fino alla sottomissione; Teodoro II si suicidò.
Altre azioni che possono essere considerate come impiego di una forza di proiezione tra la seconda metà del XIX secolo e l'inizio del XX secolo sono il bombardamento di Kagoshima del 1864 e la ribellione dei Boxer.
Nella guerra russo-giapponese del 1904-1905, la distruzione della flotta del Pacifico della Marina imperiale russa da parte della Marina imperiale giapponese dimostrò l'incapacità della Russia imperiale di proiettare la propria forza in Oriente, diminuendo l'influenza diplomatica della Russia in quella regione. Allo stesso tempo la mobilitazione ha rivelato difetti organizzativi, portando gli analisti europei, come il capo di stato maggiore tedesco Alfred von Schlieffen, a concludere che la Russia si sarebbe dimostrata incapace di proiettare la propria forza in Europa, con la conseguente perdita di prestigio della Russia nelle relazioni diplomatiche europee.
Più recentemente, la guerra delle Malvinas ha fornito un esempio della capacità del Regno Unito di impiego di una forza di proiezione lontano da casa. Altri esempi recenti di impiego di una forza di proiezione sono l'invasione dell'Iraq guidata dagli Stati Uniti e il bombardamento della Jugoslavia da parte della NATO durante la guerra del Kosovo.

## Caratteristiche
Il Dipartimento della Difesa degli Stati Uniti definisce la capacità di proiezione come la "capacità di una nazione di applicare tutti o alcuni dei suoi elementi di potere politico, economico, informativo o militare per dispiegare e sostenere rapidamente ed efficacemente le forze in e da più località disperse per rispondere a varie crisi, contribuire alla deterrenza e migliorare la stabilità regionale o globale" (inglese: "ability of a nation to apply all or some of its elements of national power—political, economic, informational, or military—to rapidly and effectively deploy and sustain forces in and from multiple dispersed locations to respond to crises, to contribute to deterrence, and to enhance regional stability").

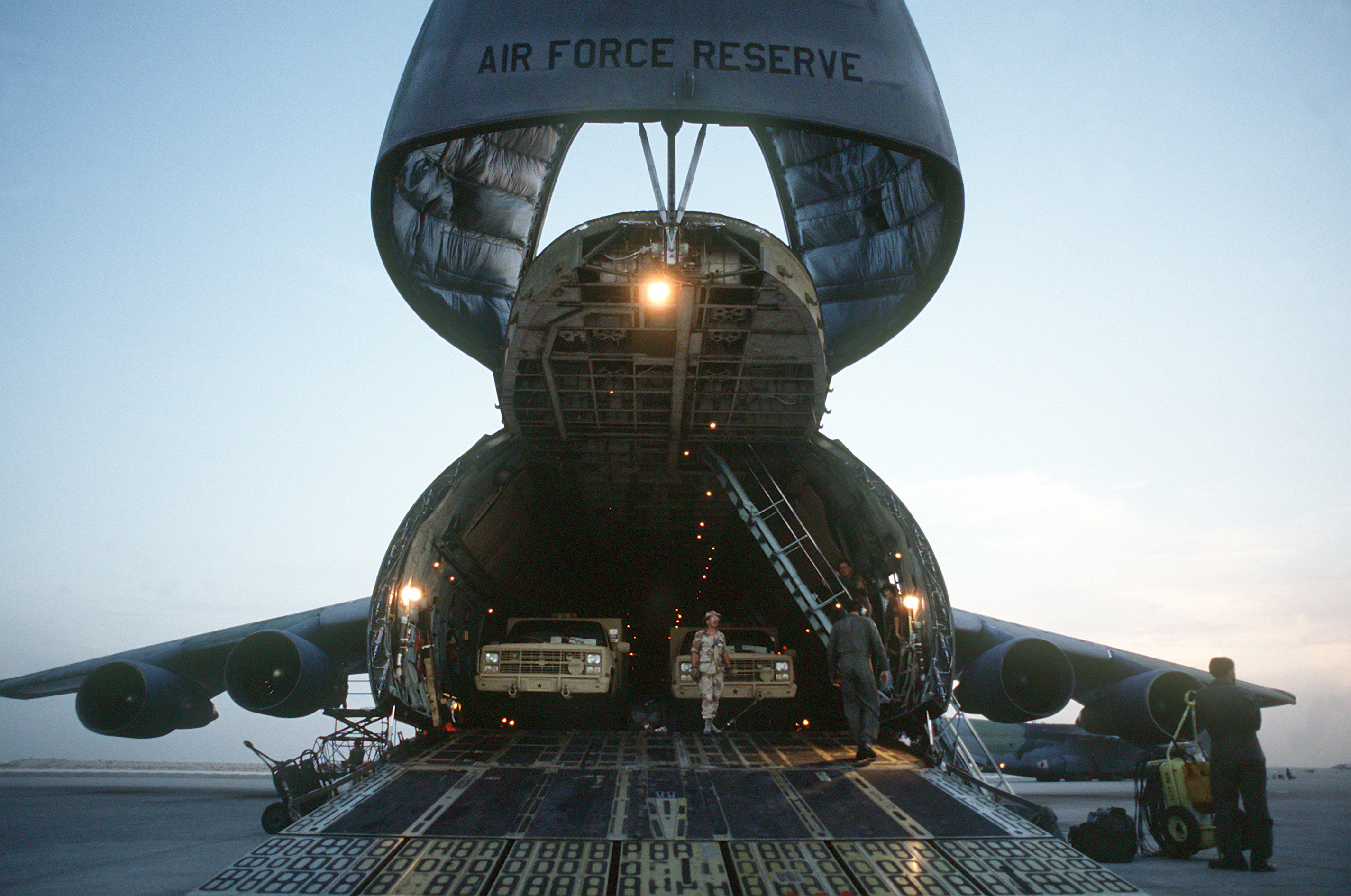
La capacità di rifornimento in volo del C-5 Galaxy ne fanno un elemento importante per l'impiego di un intervento armato in qualsiasi scenario mondiale

Con l'aumentare della distanza tra una forza combattente e il suo quartier generale, il comando militare diventa inevitabilmente più difficile. La moderna capacità di proiezione oggi spesso impiega comunicazioni ad alta tecnologia per superare queste difficoltà, un processo a volte descritto come la "rivoluzione della dottrina militare".
Mentre le armi a lungo raggio come i missili balistici intercontinentali sono in grado di proiettare una forza letale di per sé, è in realtà la logistica militare che è al centro della capacità di proiezione. La capacità di integrare le forze navali e aeree con le forze di terra come parte di una forza congiunta è un aspetto chiave di una efficace capacità di proiezione; una efficace capacità di trasporto aereo e marittimo facilita il dispiegamento di soldati e armi in scenari di guerra lontani.
I gruppi d'attacco delle portaerei, i bombardieri strategici e i sottomarini nucleari sono esempi di capacità di proiezione. Le unità militari progettate per essere leggere e mobili, come le forze aviotrasportate (paracadutisti), le forze d'assalto aereo e le forze d'assalto anfibie, sono spesso prese in considerazione nella capacità di proiezione. L'uso di basi all'estero è un altro modo di implemantare la capacità di proiezione, posizionando in precedenza unità militari o arsenali di armi in basi militari strategicamente situate al di fuori del territorio di uno stato, riducendo il tempo e la distanza necessari di mobilitazione in un ipotetico scenario di guerra.

## Livelli di forza
Vari studiosi hanno stabilito il concetto di forza di proiezione in nove diverse categorie in base agli obiettivi politici e al livello di forza.
Quattro di questi sono definiti come "Soft Power" (protezione delle vie di comunicazione marittima, evacuazione dei civili, risposta umanitaria e mantenimento della pace) e il resto è definito come "Hard Power" (deterrenza, intervento e conquista).

### Soft Power
Esempi di "Soft Power" sono: 
- Protezione delle vie di comunicazione marittima dagli attacchi di stati ostili o minacce esterne.
- Operazioni di evacuazione di cittadini o civili quando sono in pericolo di guerra o disordini civili.
- Missioni umanitarie con uso di forze militari all'estero a scopo di assistenza in seguito a un disastro naturale.
- Mantenimento della pace mediante operazioni militari progettate per sostenere gli sforzi diplomatici per raggiungere una soluzione politica a lungo termine a una controversia in corso.

### Hard Power
Esempi di "Hard Power" sono: 
- Mostrare bandiera attraverso il dispiegamento simbolico di forze militari in una regione allo scopo di dimostrare interesse politico o volontà di intraprendere un'azione militare più forte.
- Azioni di deterrenza attraverso l'uso della minaccia della forza militare contro un altro stato per indurlo o dissuaderlo dal seguire una determinata politica; in questo caso, la forza di proiezione funge da strumento diplomatico, cercando di influenzare il processo decisionale di un determinato paese.
- Azione sanzionatoria mediante l'uso punitivo della forza contro un altro stato.
- Intervento armato con movimento di forze militari nel territorio di un'altra nazione al fine di influenzare gli affari interni del paese.
- Azioni militari offensive per occupare con la forza un territorio controllato o rivendicato da un altro stato.

## Paesi con una forza di proiezione
Gli stati che dispongono di una forza di proiezione sono quelli che possono contare su una forza navale di tipo oceanico (in inglese: blue-water navy; letteralmente: Marina Militare di acqua blu) capace di operare con larga autonomia, e su vasta scala, lontano dalla madrepatria in mare aperto proiettando il proprio potere lontano dal paese di origine e di solito comprende uno o più portaerei, diverse unità portaelicotteri di vario tipo quali LHA, LPD LHD e navi da sbarco. Flotte oceaniche di minore consistenza sono in grado di inviare un numero di navi all'estero per brevi periodi di tempo.
Accanto alle cosiddette flotte d'alto mare, vi sono le cosiddette flotte costiere, generalmente costituite da fregate, corvette e unità di medio-piccolo tonnellaggio, che operano in acque costiere, ma che hanno la possibilità di sviluppare della capacità d'altura e capacità di proiezione in cooperazione con altre marine.
| Forza di proiezioner | Forza di proiezioner                        | Forza di proiezioner | Forza di proiezioner      | Forza di proiezioner | Forza di proiezioner        | Forza di proiezioner  |
| Stato                | Gruppo/Blocco                               | Forza Marittima      | Portaerei/Portaelicotteri | Basi all'estero      | Truppe impiegate all'estero | armi nucleare         |
| -------------------- | ------------------------------------------- | -------------------- | ------------------------- | -------------------- | --------------------------- | --------------------- |
| Australia            | G20/ANZUS/Commonwealth/Five Eyes/APEC       | flotta costiera      | 0/2                       | 0                    | 2900                        | No                    |
| Brasile              | G20/G4/BRICS/UNASUR/Mercosur                | flotta costiera      | 0/1                       | 0                    | 273                         | No                    |
| Canada               | G20/G7/Commonwealth/NATO/APEC/Five Eyes/UfC | flotta costiera      | 0                         | 0                    | 3600                        | No                    |
| Cina                 | P5/G20/BRIC/APEC/OCS                        | flotta d'altura      | 2/2                       | 1                    | 11775                       | Si                    |
| Francia              | P5/G20/G7/EU/NATO/EU4                       | flotta d'altura      | 1/3                       | 10                   | 10300                       | Si                    |
| Germania             | G20/G7/G4/EU/NATO/EU4                       | flotta costiera      | 0                         | 1                    | 3450                        | Condivisione nucleare |
| Giappone             | G20/G7/G4/APEC                              | flotta costiera      | 2/2                       | 1                    | 278                         | No                    |
| India                | G20/BRIC/G4/OCS                             | flotta d'altura      | 1/1                       | 3                    | 7839                        | Si                    |
| Italia               | G20/G7/UfC/EU/NATO/EU4                      | flotta d'altura      | 2/0                       | 3                    | 7050                        | Condivisione nucleare |
| Paesi Bassi          | EU/NATO                                     | flotta costiera      | 0                         | 0                    | 650                         | Condivisione nucleare |
| Regno Unito          | P5/G20/G7/Five Eyes/NATO/EU4/Commonwealth   | flotta d'altura      | 2/0                       | 15                   | 15000                       | Si                    |
| Russia               | P5/G20/BRIC/APEC/OTSC/CSI/UEE/OCS           | flotta d'altura      | 1/0                       | 10                   | 48500                       | Si                    |
| Spagna               | EU/NATO/UfC                                 | flotta costiera      | 1/0                       | 0                    | 650                         | No                    |
| Stati Uniti          | P5/G20/G7/NATO/APEC/Five Eyes/Quint         | flotta d'altura      | 10/10                     | 30                   | 130000                      | Si                    |

### Italia

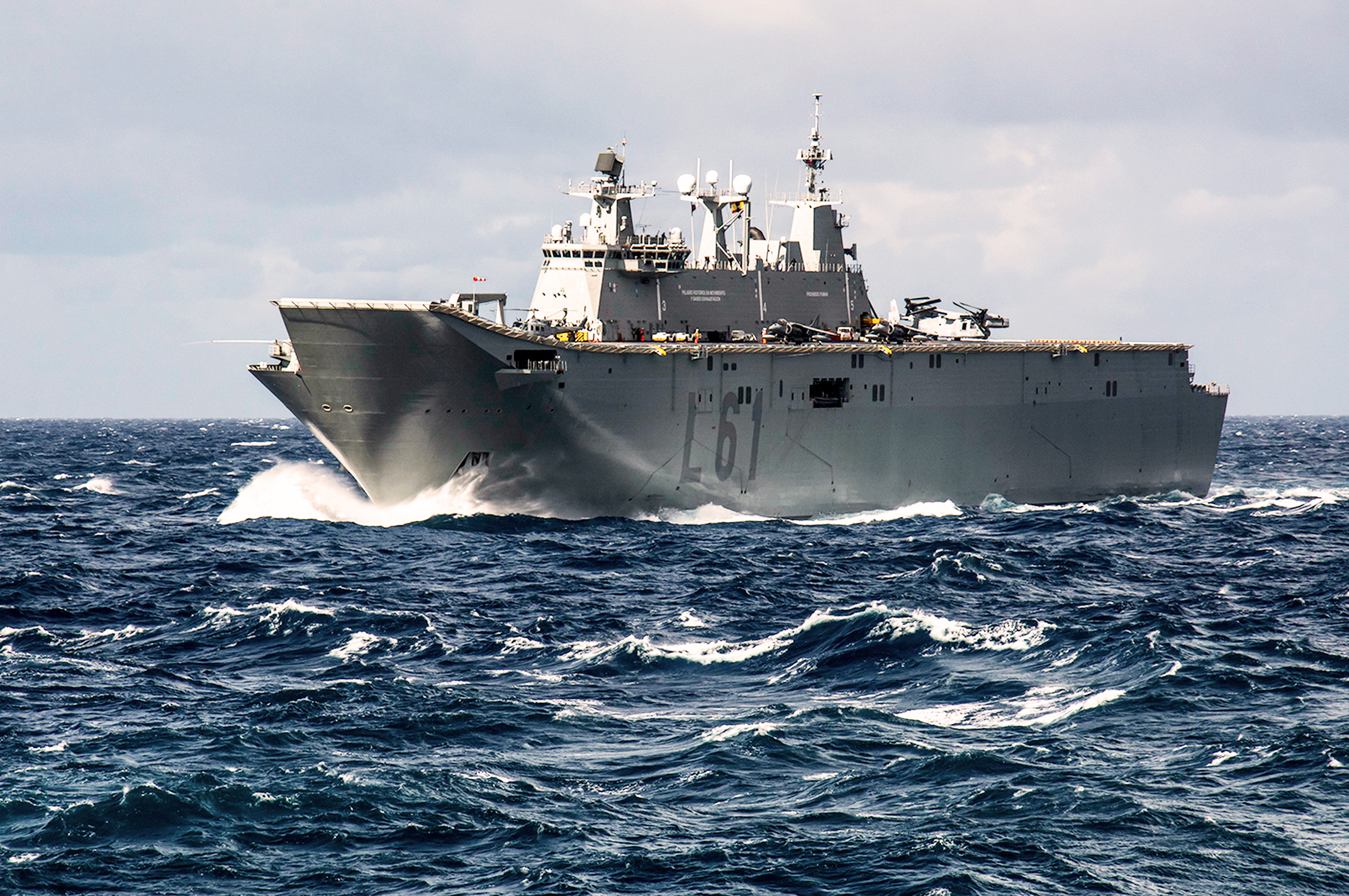
La nave di proiezione strategica spagnola Juan Carlos I

Le forze armate italiane dispongono della forza di proiezione dal mare, una grande unità militare anfibia interforze, operativa dal 2007, composta da una forza da sbarco integrata da reparti di fanteria di marina provenienti dalla Marina Militare e dall'Esercito Italiano. Al suo comando vi è l'ammiraglio comandante della Brigata marina "San Marco".

### Spagna
Le forze anfibie delle forze armate spagnole dal 1997 hanno costituito la Fuerza Anfibia Hispano-Italiana, che integra navi d'assalto anfibie e fanteria di marina.